# Canarium pilosum
Canarium pilosum är en tvåhjärtbladig växtart. Canarium pilosum ingår i släktet Canarium och familjen Burseraceae.

## Underarter
Arten delas in i följande underarter:
- C. p. borneensis
- C. p. pilosum